# The Freddie Mercury Album
The Freddie Mercury Album (in Amerika uitgegeven onder de titel The Great Pretender, met een afwijkende tracklist) is een verzamelalbum van Freddie Mercury (Queen). Het album werd na Mercury's dood uitgebracht, op 16 november 1992. De tracklist bestaat voornamelijk uit remixes van oudere nummers en enkele originele nummers.

## Tracklist

### The Freddie Mercury Album
1. "The Great Pretender" - 3:28
2. "Foolin' Around (Steve Brown Mix)" - 3:36
3. "Time (Nile Rodgers Mix)" - 3:50
4. "Your Kind of Lover (Steve Brown Mix)" - 3:59
5. "Exercises in Free Love" - 3:58
6. "In My Defence (Ron Nevison Mix)" - 3:52
7. "Mr. Bad Guy (Brian Malouf Mix)" - 3:56
8. "Let's Turn It On (Jeff Lord-Alge Mix)" - 3:46
9. "Living on My Own (Julian Raymond Mix)" - 3:39
10. "Love Kills" - 4:29
11. "Barcelona" - 5:37

### The Great Pretender
1. "The Great Pretender" - 3:28
2. "Foolin' Around (Steve Brown Mix)" - 3:36
3. "Time (Nile Rodgers Mix)" - 3:50
4. "Your Kind of Lover (Steve Brown Mix)" - 3:59
5. "Exercises in Free Love" - 3:58
6. "In My Defence (Ron Nevison Mix)" - 3:52
7. "Mr. Bad Guy (Brian Malouf Mix)" - 3:56
8. "Let's Turn It On (Jeff Lord-Alge Mix)" - 3:46
9. "Living on My Own (Julian Raymond Mix)" - 3:39
10. "My Love Is Dangerous (Jeff Lord-Alge Mix)" - 3:41
11. "Love Kills (Richard Wolf Mix)" - 3:28

## Hitlijsten
| Land                | Charts          | Charts | Verkoop        |
|                     | Hoogste positie | Weken  | Status         |
| ------------------- | --------------- | ------ | -------------- |
| Italië              | 1               | 7      |                |
| Oostenrijk          | 2               | 16     | Platina        |
| Duitsland           | 3               |        | Platina        |
| Verenigd Koninkrijk | 4               | 14     | Dubbel platina |
| Nederland           | 8               | 30     |                |
| Zwitserland         | 8               | 12     | Platina        |
| Japan               | 64              | 6      |                |